# Provincia de Ciego de Ávila
Ciego de Ávila es una provincia cubana. Constituida en el año 1976, se encuentra ubicada en la región central de Cuba, limitando al norte con el Canal de Bahamas y al sur con el Mar Caribe.

## Historia
La provincia oficialmente era parte de Camagüey sin embargo tras la nueva división administrativa se constituyó en 1976 como una de las 15 provincias de Cuba.

## Geografía
La provincia, con 6910 kilómetros cuadrados de extensión, con un territorio totalmente llano, posee grandes reservas de agua subterránea y el crudo de más alta calidad.

### Relieve
Tiene un relieve fundamentalmente llano, con un promedio de altitud sobre el nivel del mar de 27 metros; es interrumpida en su porción occidental y norte por parte de la cordillera del norte de las Villas, en la zona de Florencia y Chambas con aproximadamente 396,6 metros de altitud, más al norte los domos salinos de Punta Alegre y Turiguanó; y la loma de Cunagua con unos 338 metros de altitud.

### Suelos
Es una zona de formación joven desde el punto de vista geológico con un 60 % del territorio formado por una cubierta de calizas miocénicas y las zonas costeras por depósitos cuaternarios. Afloran en una estrecha franja en la porción central del territorio y atraviesan de este a oeste de la provincia una formación cretácea constituida por tobas y serpentinas entre otras.
Entre los tipos de suelos que se encuentran en el territorio están los: Ferralítico Rojo, Ferralítico Rojo Lixiviado, Ferralítico Amarillento, Ferralítico Cuarcítico Amarillento Lixiviado, Ferralítico Cuarcítico Amarillo Rojizo Lixiviado, Fersialítico Rojo Parduzco Ferromagnesial, Ferralítico Pardo Rojizo, Pardo con Carbonatos, Pardo Grisáceo, Húmico Carbonático, Rendzina Roja, Rendzina Negra, Oscuros Plásticos Gleyzados, Oscuros Plásticos Gleysosos, Oscuros Plásticos no Gleyzado, Gley Húmico, Gley Ferralítico, Húmico Marga, Pantanoso, Solochak Mangle, Aluvial, Esquelético.

### Hidrografía
Su sistema hidrográfico está constituido por 12 cuencas hidrográficas, tres de las cuales son de gran interés provincial: El Itabo (522 km²), Chambas (376 km²) y La Yana-Cimarrones-Roble (1555 km²). También forman parte de la provincia porciones de cuencas de otras provincias como la de Caonao perteneciente a Camagüey, y el Jatibonico del norte de Sancti Spíritus. Sin embargo, se reconoce que el potencial hidrográfico de la provincia está en sus aguas subterráneas. Al norte se encuentra con dos Humedales, la Ciénaga de Guayabera que es la misma Ciénaga que la que se encuentra en el Parque Nacional Caguanes. Y una de las más grandes de Cuba, El Humedal del Norte albergando todo el norte de Bolivia y Morón. Al sur con los Humedales de Júcaro.

### Población
| 141.200 | 238.020 | 351.780 | 272.731 | 321.015 | 411.766 | 426.054 | 428.439 | 431.048 | 433.036 |

## División administrativa

### Municipios
La provincia de Ciego de Ávila ha sido dividida, en la ordenación político-administrativa 1976, en 10 municipios:
1. Ciego de Ávila
2. Morón
3. Chambas
4. Ciro Redondo
5. Majagua
6. Florencia
7. Venezuela
8. Baraguá
9. Primero de Enero
10. Bolivia

### Pueblos
- Guayacanes
- Cunagua
- Jicotea
- La Calera
- Las Coloradas
- Majagua (Cuba)
- Primero de Enero
- Morón
- Júcaro
- Venezuela (Cuba)
- Baragua (Cuba)
- Gaspar
- Tamarindo
- isla de Turiguanó
- Ceballos
- Chambas (Cuba)
- Velazco

## La ciudad
La ciudad de Ciego de Ávila es una ciudad moderna, aunque en el casco histórico podemos encontrar muchos rasgos de la arquitectura colonial típica de este tipo de ciudades.
La Iglesia Católica, muy moderna y con una arquitectura ecléctica tiene en su entrada la estatua de San Eugenio de la Palma, santo patrón de la ciudad, esta Iglesia fue terminada en el año 1952.
Otra joya de la arquitectura del casco histórico de la ciudad es el Teatro Principal, considerado uno de los mejores teatros de Cuba.
En el centro de la ciudad, se localiza el parque José Martí, el cual fue terminado en 1995. Sus orígenes se remontan al siglo XIX, donde en el mismo lugar se localizaba la Plaza Alfonso III, con una glorieta en el centro donde la orquesta sinfónica municipal tocaba los domingos. Alrededor de dicho parque se localizan varios edificios que datan de la primera mitad del siglo XX, y a lo largo de la calle principal de la ciudad se localizan otros edificios antiguos también.
Justamente en el centro de la ciudad se levanta un edificio moderno, que rompe con toda la arquitectura colonial antigua, posiblemente un error de planificación que se intentó enmendar hace algunos años realizando un disfraz arquitectónico que podremos evaluar con severidad o indulgencia, pero que es un aporte a la conservación estética de los valores de la ciudad.
Cuna de poetas, escritores y músicos es en la actualidad una pequeña ciudad que lucha por conservar su identidad mientras se reinventa continuamente.

## Economía
Las actividades económicas fundamentales desde hace muchos años han sido la agricultura cañera y la de otros cultivos como la piña (fruta con la que es identificada la provincia), el plátano, los cítricos, etc. y en menor medida la producción de petróleo y la pesca; aunque en los últimos años ha habido un crecimiento acelerado en la actividad turística en la provincia.
Actualmente se descubrió un yacimiento potencial de grandes reservas de oro y plata en el municipio Baraguá, exactamente en el poblado de Gaspar y ya se firmaron los contratos con una compañía extranjera para su explotación, lo que no se sabe es su verdadero objetivo social y hacia donde se destinarán sus ganancias, ya que por ahora el sitio se encuentra fuertemente custodiado por las fuerzas del MININT y han resultado heridos múltiples mineros artesanales (también 2 fallecidos) por el uso de la fuerza desproporcionada de los agentes.

## Radio
La radio avileña está considerada la de mayor proyección a nivel nacional, ya que los mejores locutores y comentaristas deportivos de la radio y la TV nacionales son originarios de Ciego de Ávila. Algunos de ellos han sido: Eddy Martin, Manolo Ortega, Orlando Castellanos, Manolo Iglesias, Fernando Alcorta, Héctor Rodríguez, Miguel Páez, René del Río, Laritza Ulloa y otros.
Ciego de Ávila es la capital de la locución en Cuba. Su actual emisora, Radio Surco (antes Radio Cuba), fue fundada el 10 de octubre de 1952, siendo sus propietarios Armando A. Jiménez y Gustavo Cruz Ramírez y sus impulsores más importantes, Luis Orlando Castellanos Molina (f), Fernando Alcorta, Ángel Vázquez Martínez (f), Alberto Pardo Companioni y Roberto Aguilar Oliva. Estos últimos aún se mantienen en activo.